# Jacques de Baroncelli
Jacques de Baroncelli (Bouillargues, 25 giugno 1881 – Parigi, 12 gennaio 1951) è stato un regista e sceneggiatore francese conosciuto per i suoi film muti girati dal 1915 al 1930.
Lavorò, oltre che in Francia, negli Stati Uniti e in Italia. Uno dei suoi film, Conchita, venne girato in Keller-Dorian, un sistema a colori sperimentale che fu usato anche in alcune scene del Napoleone di Abel Gance.

## Filmografia parziale
- La Cigarette, regia di Germaine Dulac (1919), sceneggiatore
- Ramuntcho (1919)
- L'Héritage (1920)
- Le Rêve (1922)
- Conchita (La Femme et le pantin) (1929)
- Le Rêve (1931)
- L'Ami Fritz (1933)
- Nitchevo (1936)
- Tant que je vivrai (1946)
- Rocambole (1947)